# Station Moskva Kievskaja

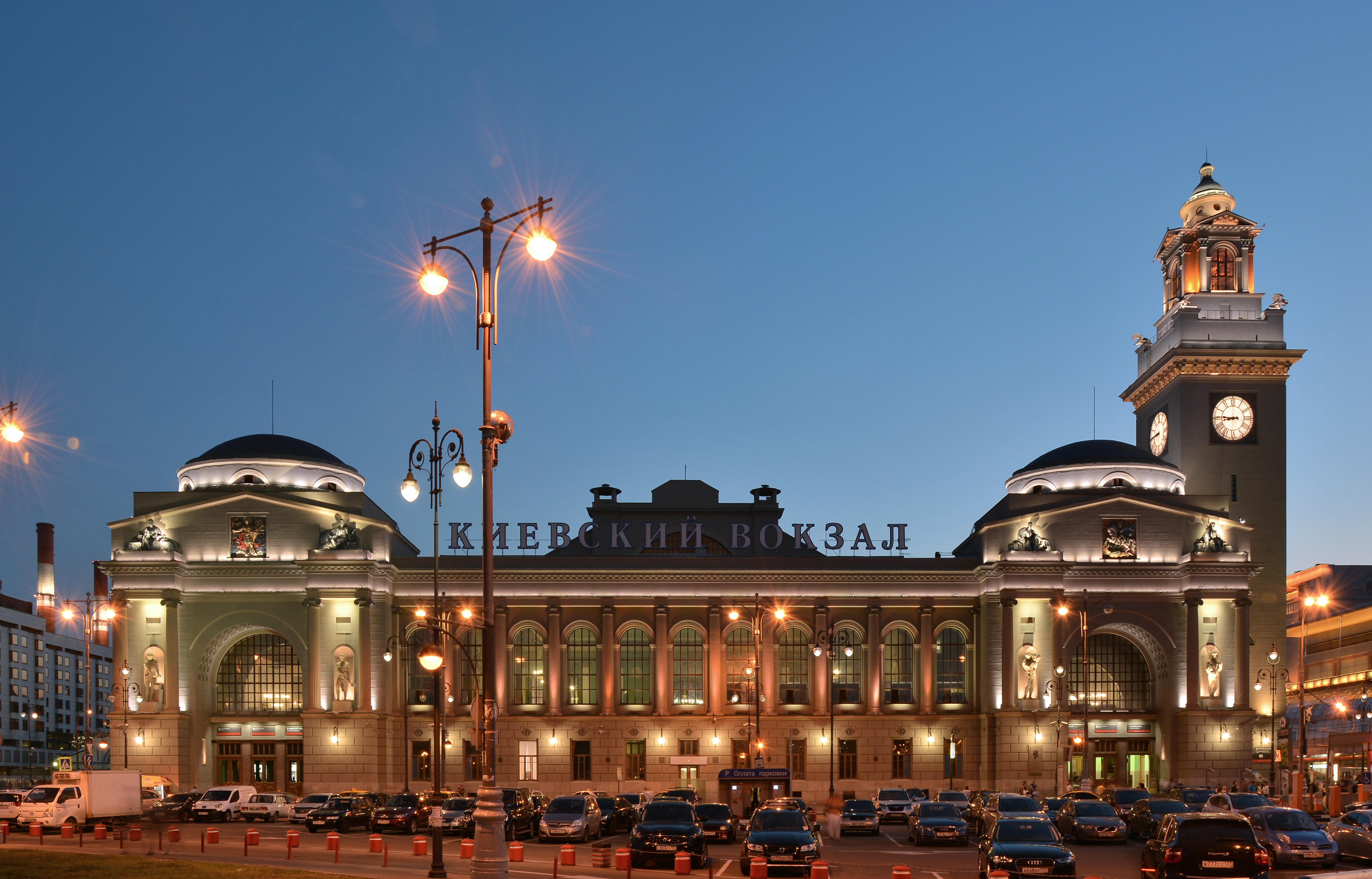
Voorgevel van het station

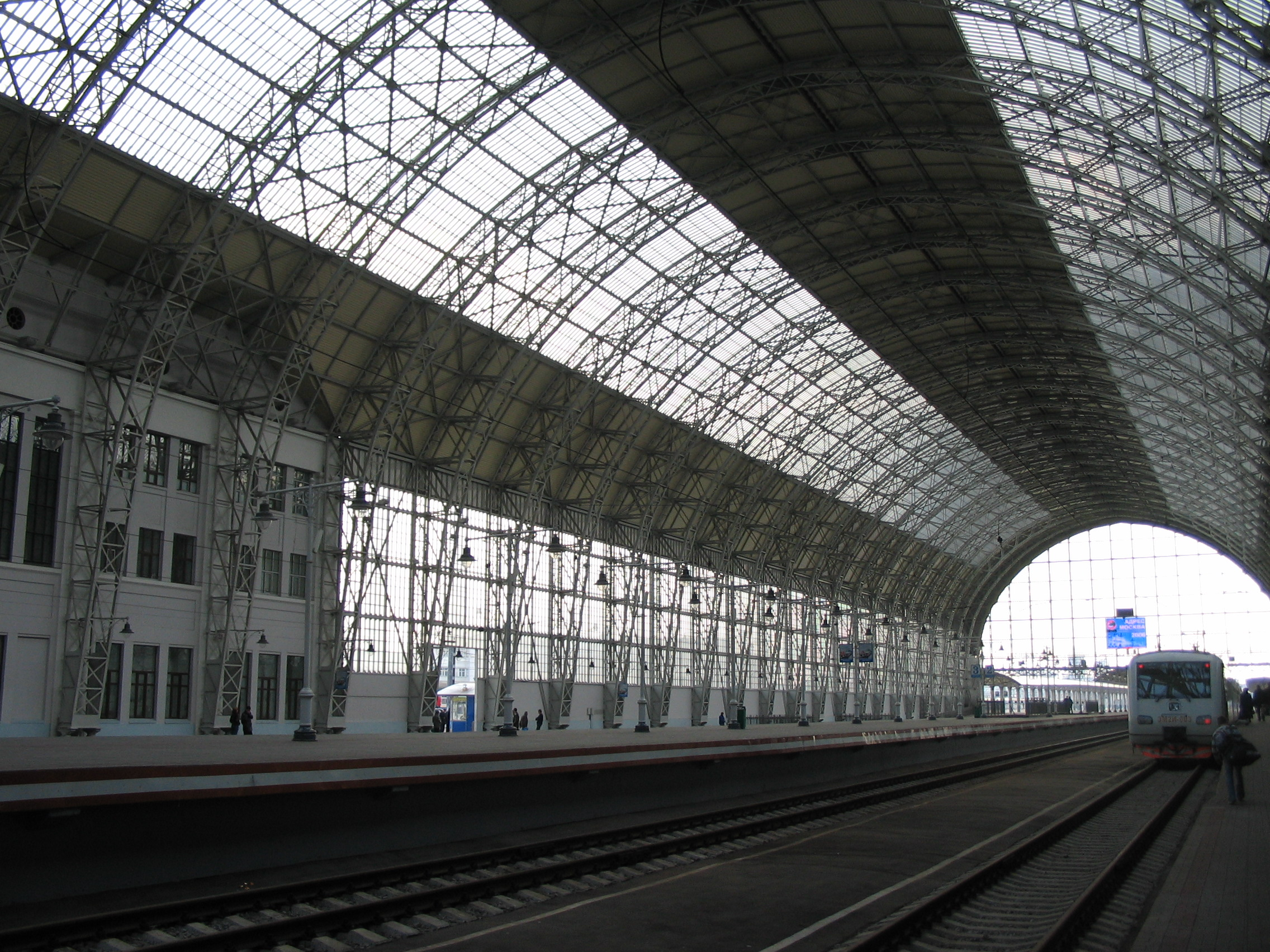
Perronoverkapping

Station Moskva Kievskaja (Russisch: Москва Киевская), meestal Kievski vokzal (Киевский вокзал) ofwel Kievstation genoemd, is een van de negen kopstations van Moskou. Het station bevindt zich ten westen van het stadscentrum, aan de oever van de Moskva.

## Geschiedenis
In 1895 begon de Kiev-Voronezj-spoorweg met de aanleg van een spoorlijn van Brjansk naar Moskou. Als locatie voor het eindstation werd Dorogomilovo gekozen, een voormalige koetsiersnederzetting en goedernoverslagplaats in een bocht van de Moskva. Dit gebied was grotendeels leeg, waardoor er geen gebouwen gesloopt moesten worden; voor de goede bereikbaarheid van het station was het wel noodzakelijk een kade langs de rivier aan te leggen en de oude Borodinobrug door een nieuwe te vervangen.
In 1897 veranderde het ooit zo rustige Dorogomilovo in een enorme bouwplaats. Op 1 augustus 1899 vertrok de eerste passagierstrein van het Brjanski vokzal, zoals het station toen heette. Het eenvoudige, één verdieping tellende stationsgebouw was door zijn vermeende provinciale uiterlijk meteen een mikpunt van spot. Veel reizigerstreinen vertrokken er niet, maar het goederenvervoer floreerde.
In 1912 kwam er geld beschikbaar voor de bouw van een nieuw station. De architecten Ivan Rerberg en Vladimir Sjoechov ontwierpen een streng gebouw in neoclassicistische stijl, gericht naar de rivier. De bouw startte op 28 mei 1914, twee maanden voor het uitbreken van de Eerste Wereldoorlog. Pas na de revolutie, in 1920, kwam het nieuwe station gereed. Het meest in het oog springende element van het witgepleisterde gebouw is de 51 meter hoge klokkentoren, versierd met adelaars met gespreide vleugels. Diverse sculpturen op het stationsgebouw beelden de landbouw van Oekraïne en het zuiden van Rusland uit.
In 1934 kreeg het Kievski vokzal zijn huidige naam en in 1937 bereikte de tweede lijn van de metro van Moskou het station. In de jaren 1940 werd aan de noordzijde van het station een nieuwe lokettenzaal voor het voorstadsverkeer gebouwd. De eerste grote restauratie onderging het gebouw tussen 1979 en 1981. De door de jaren versleten perronoverkapping van glas en metaal werd in 2004 in ere hersteld. Tegelijkertijd werden de perrons vernieuwd en werden er extra sporen aangelegd.

## Verbindingen
Vanaf het Kievski vokzal vertrekken langeafstandstreinen naar bestemmingen ten zuidwesten van Moskou, met name in Oekraïne. Er zijn verbindingen (via Brjansk) met onder meer Kiev, Lviv, Odessa, Oezjhorod, Chisinau, Sofia en Boedapest. Voorstadstreinen bedienen het zuidwesten en westen van de oblast Moskou en Kaloega. Daarnaast vertrekt er ieder uur een sneltrein (Aeroexpress) naar de Luchthaven Vnoekovo. Het stationscomplex is verbonden met metrostations aan de Filjovskaja-lijn, de Arbatsko-Pokrovskaja-lijn en de ringlijn.
Beloroesski vokzal ·
Jaroslavski vokzal ·
Kazanski vokzal ·
Kievski vokzal ·
Koerski vokzal ·
Leningradski vokzal ·
Paveletski vokzal ·
Rizjski vokzal ·
Savjolovski vokzal